# Iamuna Dorsa
Gli Iamuna Dorsa sono una struttura geologica della superficie di Marte.